# Procurador dels tribunals
El Procurador dels Tribunals és un professional liberal i independent, llicenciat o graduat en Dret, que coneix el funcionament dels òrgans jurisdiccionals i que garanteix la igualtat de les parts en el procés judicial, a les quals representa de manera directa, voluntària, legal i tècnica.
Actua en totes les jurisdiccions del Dret i participa en tot el procediment judicial, responsabilitzant-se’n i agilitzant-ne els tràmits, a més d'oferint-ne una comunicació objectiva i fidedigna sobre el desenvolupament. Així mateix, tramita a l'advocat totes les resolucions i escrits que presenta i vetlla pels interessos del client guardant-li el secret professional. És, en definitiva, un veritable especialista en l'àmbit de l'execució judicial i un col·laborador necessari de l'Administració de Justícia.
Representa els seus clients davant els jutjats i tribunals de manera exclusiva. Dins el seu marc estatutari col.labora amb el sistema públic de justícia, servint de connexió jurídic-formal entre els tribunals i els ciutadans que són part en processos judicials, abreviant tècnicament els tràmits dels actes de comunicació processal (requeriments, notificacions i citacions). Les lleis d'enjudiciament civil i penal estableixen l'obligatorietat de la contractació de procurador per poder comparèixer a les causes judicials més complexes. El procurador examina i fa seguiment tant dels escrits que presenta al Deganat del jutjat, com de les notificacions que posteriorment envia als advocats i als seus clients. Essent especialista en dret processal, quan detecta errors o deficiències, els posa en coneixement dels advocats o de l'oficina judicial perquè siguin esmenats, sempre dintre de termini. També realitza el trasllat d'escrits a la part contrària en el plet i informa als seus clients sobre l'estat de les actuacions judicials. En molts casos dirigeix l'execució de resolucions judicials (decrets, interlocutòries i sentències).